# ستيفن إيفانز (دبلوماسي)
ستيفن إيفانز (بالإنجليزية: Stephen Evans)‏ هو دبلوماسي بريطاني، ولد في 29 يونيو 1950.